# 豐後森站

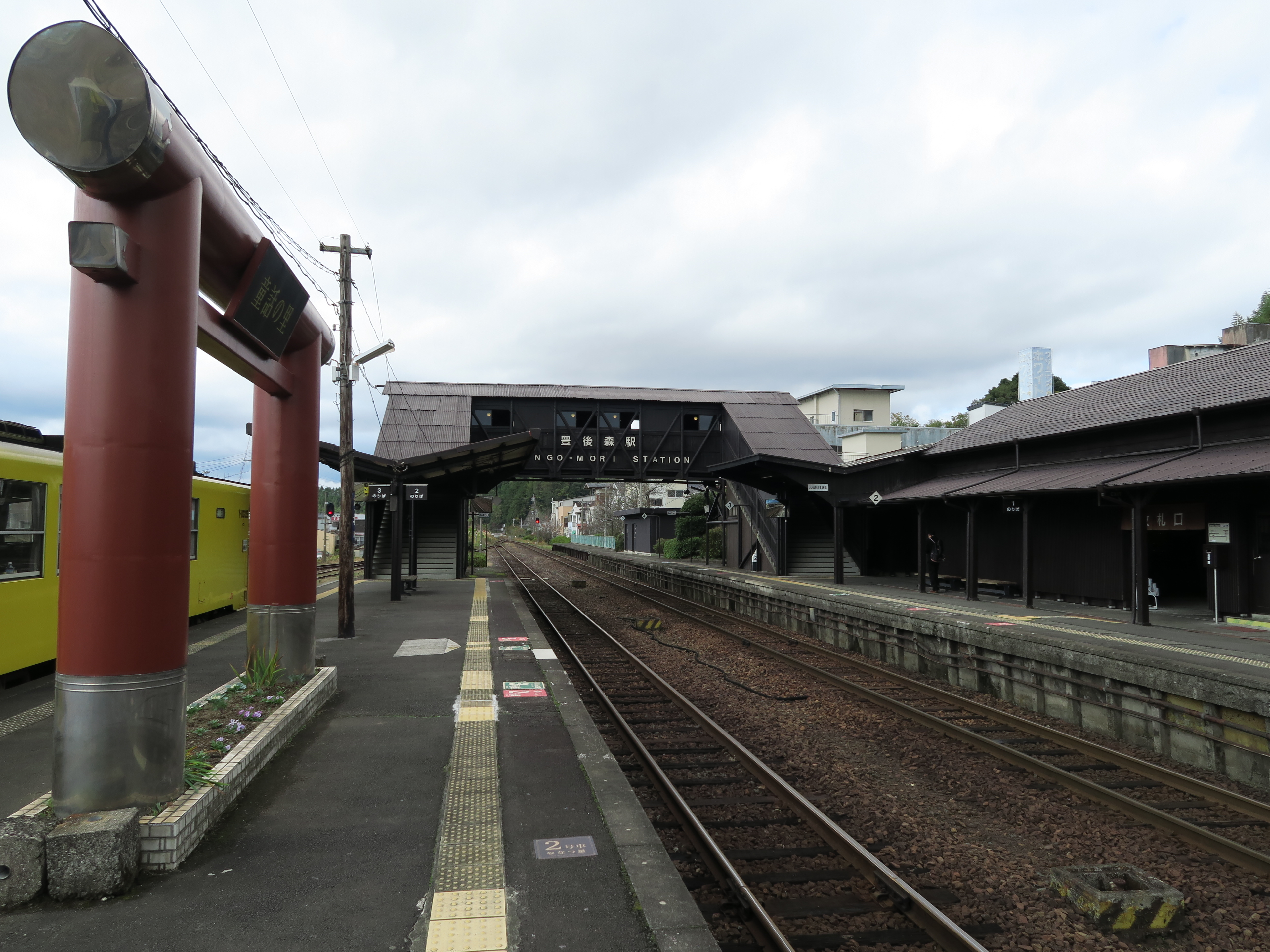
豐後森站內（翻新後）

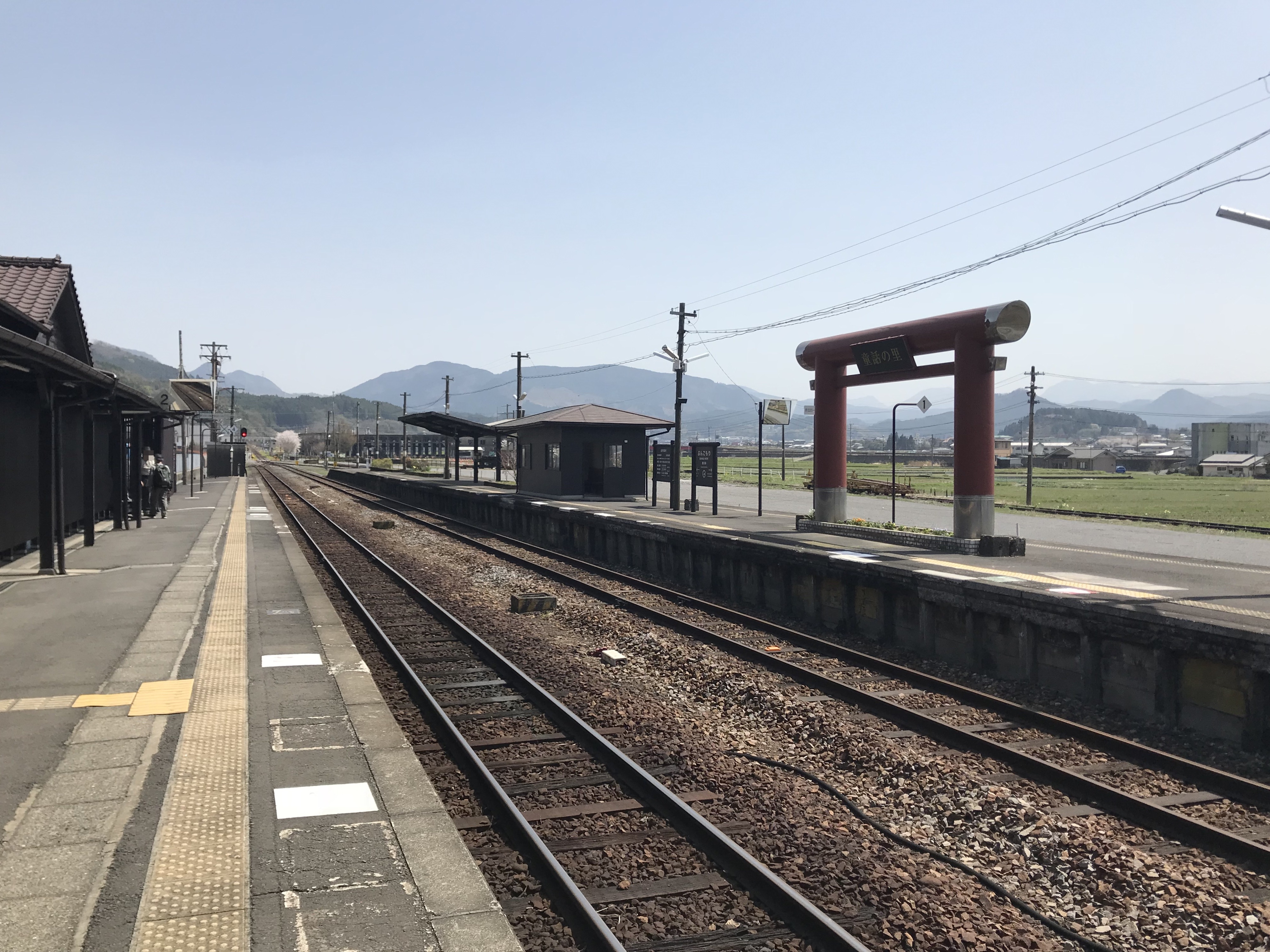
豐後森站內。後方為豐後森機關庫

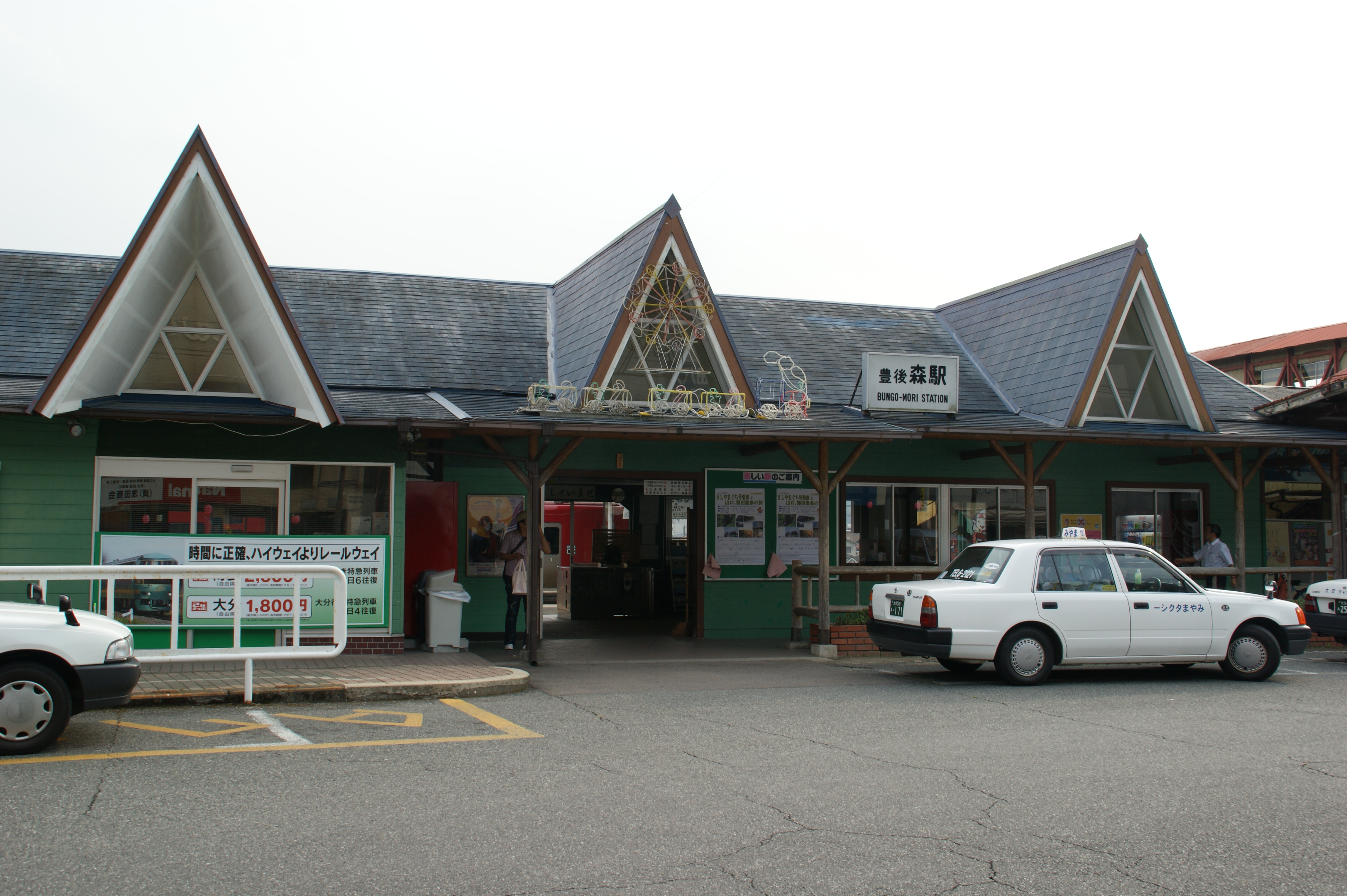
翻新前的車站大樓（2008年8月20日）

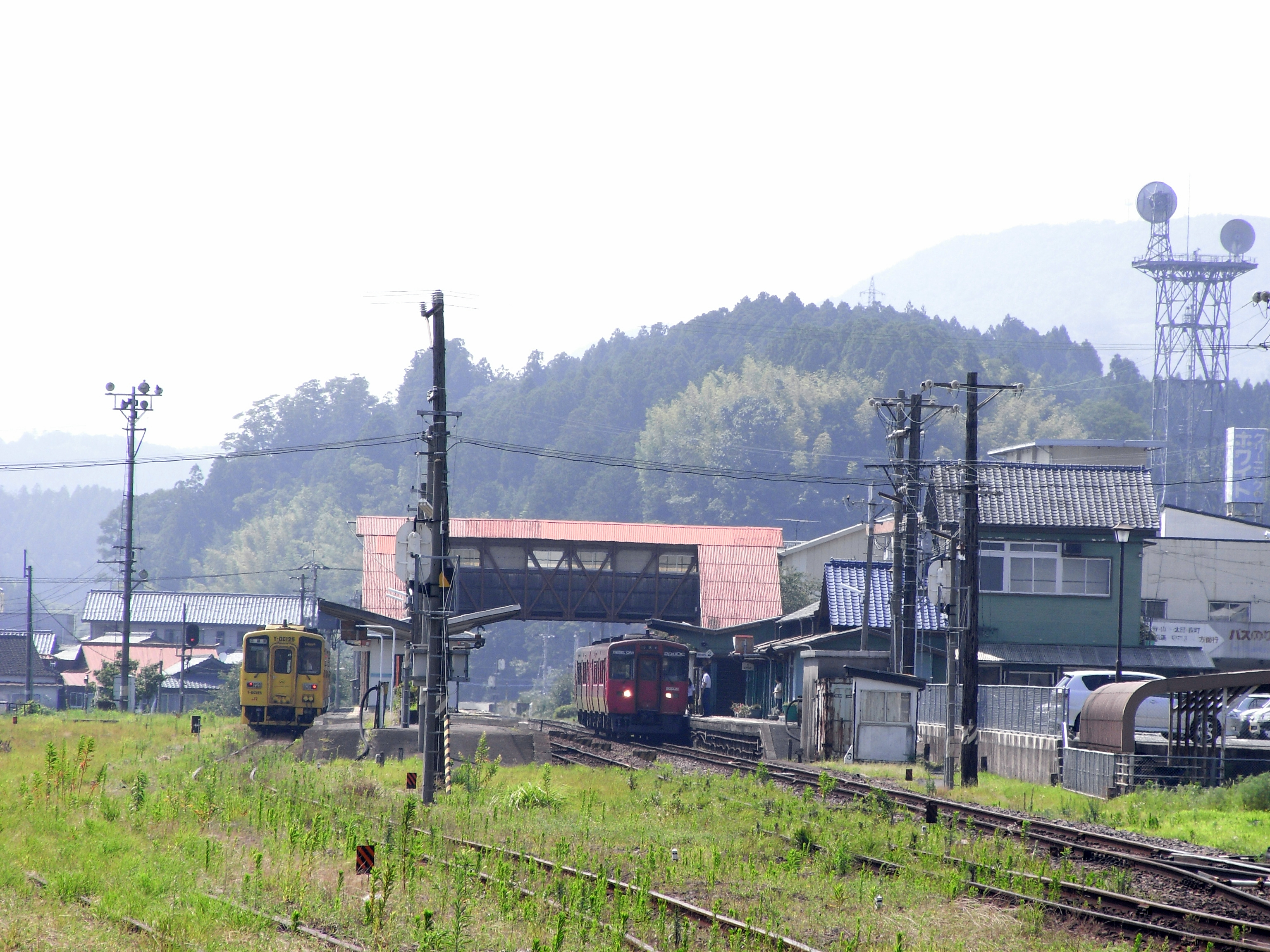
車站東邊望向站內（翻新前）

豐後森站（日语：／ Bungo-Mori eki */?）是位於大分縣玖珠郡玖珠町大字帆足，九州旅客鐵道（JR九州）的久大本線車站。屬於玖珠町的中心車站，也是久大本線的其中一個區間總站。
過往有以惠良站為起點的宮原線列車會以本站起訖，但該線已於1984年被廢線。

## 車站構造

### 站房
車站是一座以木建成的單層長形建築物，前方屋頂設有兩個三角形的天窗。入口位於中央偏右方，2013年因應九州七星號列車投入服務，站房及車站內均進行了翻新工程，並採用了水戶岡銳治的設計。其中，站房、行人天橋外牆及月台上的站牌和告示板皆改成為啡黑色；而整個站房外圍除了站務窗口外，都以直身木條所包蓋，原來的窗戶都在室內加了貼紙圍封，使在外不能看到站房內的狀況。
站房內部也有所改動。進站後即為售票大堂、站務室及開放式驗票口；左側設置了一部可發售指定席的自動售票機，以及顯示路線最新狀況的LED顯示屏；右側的候車室除了一般的翻新外，也在中央部份放置了多張具現代藝術感的金屬候車座椅、亦放置了一部「車站鋼琴」和加置了閱書架、至於自動售賣機及垃圾分類箱亦嵌入於同一色調和風格的木箱內。使內外都能有着統一的色調和設計。
此站曾經委托了JR九州鐵道營業負責車站業務；現時改為直營站。櫃臺的營業時間由7時至15時，中段另有40分鐘的暫時休息時間。

### 月台
設有側式月台及島式月台各一個，共可提供2面3線的配置。側式月台長約160米，有效長度為8輛；島式月台的長度約為120米，有效長度為6輛。由於本站作為特急列車的停車站，月台都比鄰近的車站為長。月台之間以行人天橋連接。
側式的1號為主發月台，基本上，上、下行列車皆會在此停靠，但當遇上交會時，會先按列車的方向作考慮，其次為級別，一般情況，特急列車通常都會為最優先，但當列車交會時，不論是否同等級，都會按慣性以左線駛入的方式，即往大分方向會優先使用1號月台，而往久留米、博多方向的則會改進入島式內側2號月台。因此晚上開往博多的「由布6號」雖然為特急列車，但因應往大分的普通列車首先開出，所以仍要駛入2號月台而非1號月台。島式月台最外側的3號月台則只有極少數的普通列車才會使用。
| 月台    | 路線      | 上下行 | 方向                   |
| ------- | --------- | ------ | ---------------------- |
| 1、2、3 | ■久大本線 | 上行   | 日田、久留米、博多方向 |
| 1、2、3 | ■久大本線 | 下行   | 由布院、大分方向       |

## 歷史
- 1929年12月15日：鐵道省大湯線豐後中村至本站間開通，開業[11][3][4][5]。
- 1932年9月16日：大湯線由本站延伸至北山田，改為中途站[12][13][3]。
- 1934年11月15日：開設豐後森機關區（日语：豊後森機関庫）[3][5]。
- 1987年4月1日：隨國鐵分割民營化，車站由九州旅客鐵道（JR九州）營運[14][15][16]。
- 2014年10月：日田巴士（日语：日田バス）、玖珠觀光巴士（日语：玖珠観光バス）和玖珠町的町中循環巴士，三個巴士站統一在一處[17]。
- 2023年10月1日：從JR九州服務支援（日语：JR九州サービスサポート）取回委託權，改為直營化[18][19][20]。
- 2024年12月7日～2025年6月30日：因應JR九州與任天堂的共同企劃，本站被選為大分縣的「皮克敏車站」，站房車站名牌亦換成為以皮克敏為主題的設計[21][22]。

## 使用狀況
2015年前的數摢來自「大分縣統計年鑑 （页面存档备份，存于）」，自JR九州於2016年度起只公佈最多使用量的首300個車站後，本站於2016年度仍能打入首300位的名次，但2017年度起則跌出排名榜，只能以「超過100人」的名義列於每年排行榜的附錄部份。
| 年度 | 一年總 乘車人次 | 非定期票 乘車人次 | 定期 乘車人次 | 一日平均 乘車人次 | 一年總 下車人次 | 參考資料                |
| ---- | --------------- | ----------------- | ------------- | ----------------- | --------------- | ----------------------- |
| 1965 | 985,113         | 347,639           | 637,474       | -                 | 989,147         | [ 統計 1 ]              |
| -    | -               | -                 | -             | -                 | -               | -                       |
| 1990 | 314,569         | 112,179           | 202,390       | -                 | 303,915         | [ 統計 2 ]              |
| 1991 | 315,258         | 117,855           | 197,403       | -                 | 311,844         | [ 統計 3 ]              |
| 1992 | 298,906         | 108,071           | 190,835       | -                 | 296,464         | [ 統計 4 ]              |
| 1993 | 284,630         | 98,544            | 186,086       | -                 | 282,465         | [ 統計 5 ]              |
| 1994 | 283,314         | 98,728            | 184,586       | -                 | 280,231         | [ 統計 6 ]              |
| 1995 | 273,659         | 92,868            | 180,791       | -                 | 272,547         | [ 統計 7 ]              |
| 1996 | 245,591         | 83,956            | 161,635       | -                 | 243,370         | [ 統計 8 ]              |
| 1997 | 207,483         | 75,807            | 131,676       | -                 | 208,858         | [ 統計 9 ]              |
| 1998 | 199,536         | 72,274            | 127,262       | -                 | 201,116         | [ 統計 10 ]             |
| 1999 | 188,424         | 66,455            | 121,969       | -                 | 190,601         | [ 統計 11 ]             |
| 2000 | 179,633         | 6,715             | 172,918       | 492               | 183,422         | [ 統計 12 ]             |
| 2001 | 175,713         | 59,507            | 116,206       | 481               | 179,936         | [ 統計 13 ]             |
| 2002 | 184,518         | 57,108            | 127,410       | 506               | 188,053         | [ 統計 14 ]             |
| 2003 | 189,255         | 56,136            | 133,119       | 519               | 191,851         | [ 統計 15 ]             |
| 2004 | 180,471         | 50,911            | 129,560       | 494               | 182,989         | [ 統計 16 ]             |
| 2005 | 164,083         | 46,315            | 117,768       | 450               | 166,284         | [ 統計 17 ]             |
| 2006 | 157,877         | 43,613            | 114,264       | 433               | 160,273         | [ 統計 18 ]             |
| 2007 | 159,581         | 42,045            | 117,536       | 436               | 162,002         | [ 統計 19 ]             |
| 2008 | 165,560         | 39,875            | 125,685       | 454               | 167,068         | [ 統計 20 ]             |
| 2009 | 155,020         | 36,138            | 118,882       | 425               | 155,551         | [ 統計 21 ] [ 附註 1 ]  |
| 2010 | 148,079         | 39,722            | 108,357       | 406               | 146,673         | [ 統計 22 ] [ 附註 1 ]  |
| 2011 | 137,195         | 36,887            | 100,308       | 375               | 136,433         | [ 統計 23 ] [ 附註 1 ]  |
| 2012 | 129,520         | 33,422            | 96,098        | 355               | 129,317         | [ 統計 24 ] [ 附註 1 ]  |
| 2013 | 133,418         | 37,580            | 95,838        | 366               | 129,930         | [ 統計 25 ] [ 附註 1 ]  |
| 2014 | 118,564         | 33,199            | 85,365        | 325               | 117,729         | [ 統計 26 ] [ 附註 1 ]  |
| 2015 | 124,591         | 33,800            | 90,791        | 340               | 125,001         | [ 統計 27 ] [ 附註 1 ]  |
| 2016 | -               | -                 | -             | 338               | -               | [ 統計 28 ]             |
| 2017 | >100            | >100              | >100          | >100              | >100            | [ 統計 29 ] [ 統計 30 ] |

## 車站周邊
豐後森站位於玖珠町中心範圍。車站北邊設有與久大本線並行的大分縣道678號書曲野田線。在車站附近的大分縣道43號玖珠山國線上設有商店街。另外，車站約700米處，於玖珠川對面岸的塚脇地區上設有國道210號，該處設有商店街、郊外型商店、大分縣警察本部玖珠警署和大分合同新聞社玖珠分局。

### 豐後森機關區

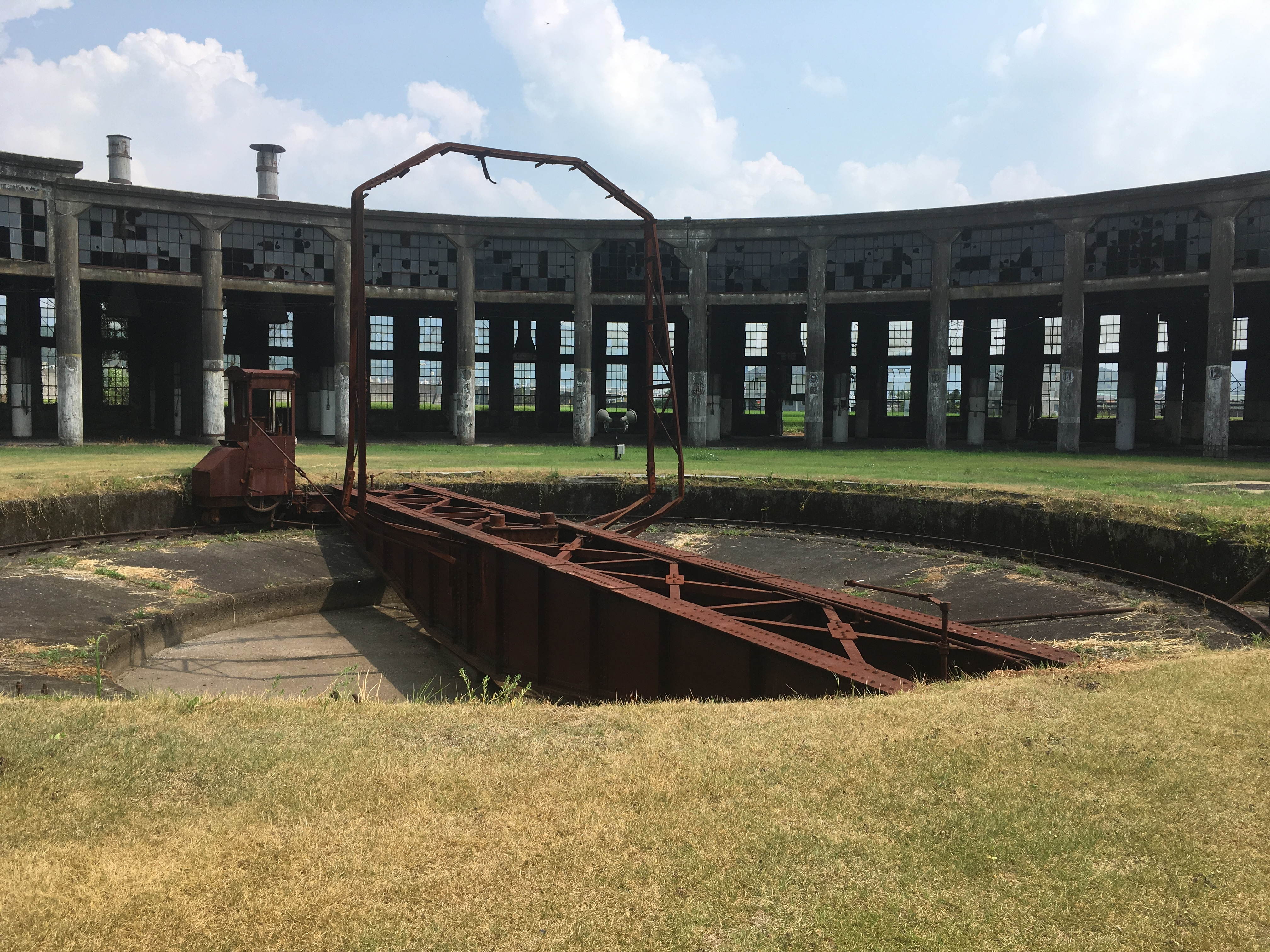
豐後森機關庫

豐後森機關區是在1934年久大線全線開通時開設，隨著開始使用柴油列車，於1970年廢止後仍保存下來。機車庫的規模與梅小路蒸汽火車博物館相同。豐後森機關區內設有扇形車廠，中間設有轉車盤。2006年3月，玖珠町向JR九州購入機關庫。2009年2月6日被認定為近代化產業遺產。在2012年登錄為國家登錄有形文化財。
在2015年6月，原本在福岡縣志免町保存的9600形蒸汽機車（29612號機）遷移至此處。同年11月開設「豐後森機關庫博物館 -BUNGOMORI ROUNDHOUSE MUSEUM-」。
列車在開往惠良站方向的右邊車窗中可看見此機關區。

## 巴士路線
截至2014年10月，站前設有日田巴士、大分交通集團（玖珠觀光巴士）的一般路線，以及社區巴士「玖珠町町中循環巴士」，合共16條路線停靠。
日田巴士、玖珠觀光巴士和玖珠町町中循環巴士於站前廣場巴士站出發。站前道路上的巴士站中，設有玖珠町另一種社區巴士「親睦福祉巴士」，也有連接九重町町內與玖珠町中心的社區巴士停靠該巴士站。在巴士站名稱方面，玖珠觀光巴士稱為「豐後森」，其他則稱為「森站前」。站前設有舊國鐵宮原線替代巴士路線前往寶泉寺溫泉方向和高塚愛宕地藏尊的路線，也有經豐後中村站前往飯田高原、九重山方向的路線。
曾經只有玖珠觀光巴士的巴士站位於站前廣場上。日田巴士和玖珠町町中循環巴士的巴士站位於站前道路上。在2014年10月1日起，日田巴士、玖珠町町中循環巴士的巴士站遷移至與玖珠觀光巴士的巴士站處。同時，九重町社區巴士和玖珠町親睦福祉巴士也統一巴士站的位置，由於上述巴士路線使用白色底的車牌（私家有償旅客運送），因此根據道路交通法規定，不可進入巴士站範圍上落。

### 停靠路線
- 玖珠觀光巴士（日语：玖珠観光バス）
  - 塚脇、寶泉寺、二瀨、串野溫泉、菅原
  - 綾垣、梶原、山下、深耶馬溪、守實溫泉（日语：守実温泉）、柿坂、中津站
- 日田巴士（日语：日田バス）
  - 森町
  - 塚脇、戶畑、北山田、高塚（日语：高塚愛宕地蔵尊）、日田巴士中心
- 玖珠町町中巡回巴士「放鬆巴士」（由玖珠觀光巴士運行）
  - 西回、東回
- 玖珠町親睦福祉巴士
  - 日出生線、日出生線上學班次、山浦線上學班次（其他路線於車站東邊約300米處的福祉中心出發）
- 九重町社區巴士（日语：九重町コミュニティバス）
  - 龍門線：塚脇、惠良站、龍門瀑布（日语：竜門の滝 (大分県)）、野倉
  - 豐後中村線：塚脇、惠良站、九重町公所、豐後中村站
  - 九重交匯處（日语：九重インターチェンジ）、豐後中村站、九重“夢”大吊橋、湯坪溫泉（日语：湯坪温泉）、筋湯溫泉（日语：筋湯温泉）、九重（長者原）登山口、牧之戶溫泉（日语：牧の戸温泉）

## 相鄰車站
九州旅客鐵道（JR九州）
■久大本線
■觀光特急「金八·一六」
通過
■特急「由布」、「由布院之森」
天瀨 - 豐後森 - 由布院
■普通
北山田－豐後森－惠良

### 附注
1. 1 2 3 4 5 6 7  在大分縣統計協會廢止後於網上公開資料[23]。

### 統計數據
1. ↑  大分県総務部統計課 『昭和41年版 大分県統計年鑑』 大分県統計協会、1966年3月。
2. ↑  大分縣總務部統計課 《平成3年版 大分縣統計年鑑》 大分縣統計協會，1991年12月31日。
3. ↑  大分縣總務部統計課 《平成4年版 大分縣統計年鑑》 大分縣統計協會，1992年12月31日。
4. ↑  大分縣總務部統計課 《平成5年版 大分縣統計年鑑》 大分縣統計協會，1994年3月31日。
5. ↑  大分縣總務部統計課 《平成6年版 大分縣統計年鑑》 大分縣統計協會，1995年3月31日。
6. ↑  大分縣總務部統計課 《平成7年版 大分縣統計年鑑》 大分縣統計協會，1996年3月31日。
7. ↑  大分縣總務部統計課 《平成8年版 大分縣統計年鑑》 大分縣統計協會，1997年3月31日。
8. ↑  大分縣總務部統計課 《平成9年版 大分縣統計年鑑》 大分縣統計協會，1998年3月31日。
9. ↑  大分縣總務部統計課 《平成10年版 大分縣統計年鑑》 大分縣統計協會，1999年3月31日。
10. ↑  大分縣總務部統計課 《平成11年版 大分縣統計年鑑》 大分縣統計協會，2000年3月31日。
11. ↑  大分縣總務部統計課 《平成12年版 大分縣統計年鑑》 大分縣統計協會，2001年3月31日。
12. ↑  大分縣總務部統計課 《平成13年版 大分縣統計年鑑》 大分縣統計協會，2002年3月31日。 - 11運輸および通信 - 132 鉄道各駅別運輸状況（JR九州・JR貨物） (ウェブ版XLS （页面存档备份，存于）)
13. ↑  大分縣總務部統計課 《平成14年版 大分縣統計年鑑》 大分縣統計協會，2003年3月31日。 - 11運輸および通信 - 132 鉄道各駅別運輸状況（JR九州・JR貨物） (ウェブ版XLS （页面存档备份，存于）)
14. ↑  大分縣總務部統計課 《平成15年版 大分縣統計年鑑》 大分縣統計協會，2004年3月31日。 - 11運輸および通信 - 132 鉄道各駅別運輸状況（JR九州・JR貨物） (ウェブ版XLS （页面存档备份，存于）)
15. ↑  大分縣總務部統計課 《平成16年版 大分縣統計年鑑》 大分縣統計協會，2005年3月31日。 - 11運輸および通信 - 132 鉄道各駅別運輸状況（JR九州・JR貨物） (ウェブ版XLS （页面存档备份，存于）)
16. ↑  大分縣總務部統計課 《平成17年版 大分縣統計年鑑》 大分縣統計協會，2006年3月31日。 - 11運輸および通信 - 132 鉄道各駅別運輸状況（JR九州・JR貨物） (ウェブ版XLS （页面存档备份，存于）)
17. ↑  大分縣總務部統計課 《平成18年版 大分縣統計年鑑》 大分縣統計協會，2007年3月31日。 - 11運輸および通信 - 132 鉄道各駅別運輸状況（JR九州・JR貨物） (ウェブ版XLS （页面存档备份，存于）)
18. ↑  大分縣總務部統計課 《平成19年版 大分縣統計年鑑》 大分縣統計協會，2007年3月31日。 - 11運輸および通信 - 130 鉄道各駅別運輸状況（JR九州・JR貨物） (ウェブ版XLS （页面存档备份，存于）)
19. ↑  大分縣總務部統計課 《平成20年版 大分縣統計年鑑》 大分縣統計協會，2009年3月31日。 - 11運輸および通信 - 129 鉄道各駅別運輸状況（JR九州・JR貨物） (ウェブ版XLS （页面存档备份，存于）)
20. ↑  大分縣總務部統計課 《平成21年版 大分縣統計年鑑》 大分縣統計協會，2010年3月31日。 - 11運輸および通信 - 129 鉄道各駅別運輸状況（JR九州・JR貨物） (ウェブ版XLS （页面存档备份，存于）)
21. ↑  . 大分縣總務部統計課.   [2015-06-26]. （原始内容存档于2015-06-26）.
22. ↑  . 大分縣總務部統計課.   [2015-06-26]. （原始内容存档于2015-06-26）.
23. ↑  . 大分縣總務部統計課.   [2015-06-26]. （原始内容存档于2015-06-26）.
24. ↑  . 大分縣總務部統計課.   [2015-06-26]. （原始内容存档于2015-06-26）.
25. ↑  . 大分縣總務部統計課.   [2015-06-26]. （原始内容存档于2015-06-27）.
26. ↑  . 大分縣總務部統計課.   [2017-03-04]. （原始内容存档于2016-09-27）.
27. ↑  . 大分縣總務部統計課. 2017-03-30  [2017-05-22]. （原始内容存档于2017-08-03）.
28. ↑   (PDF). 九州旅客鉄道. 2017-07-31  [2017-08-02]. （原始内容 (PDF)存档于2017-08-01）.
29. ↑  駅別乗車人員上位300駅（2017年度）
30. ↑  駅別乗車人員上位300駅（2023年度） （页面存档备份，存于），JR九州。

## 外部連結
- JR九州豐後森站（日語）
- JR九州 - 「PIKMIN×JR九州～探索神奇的九州星球～」專頁（日語）
- JR久大線 豐後森站 / 九州之站 舒服紀行 / 西日本新聞（日語）
- 豐後森機關庫保存委員會 （页面存档备份，存于）（日語）
- 豐後森機關庫保存委員會Blog （页面存档备份，存于）（日語）
- 建築地圖_大分_豐後森機關庫 （页面存档备份，存于）（日語）
- 舊國鐵 豐後森機關庫 - 九州遺產 （页面存档备份，存于）（日語）